# Samtgemeinde Tostedt
In der Samtgemeinde Tostedt im niedersächsischen Landkreis Harburg haben sich neun Gemeinden zur Erledigung ihrer Verwaltungsgeschäfte zusammengeschlossen.

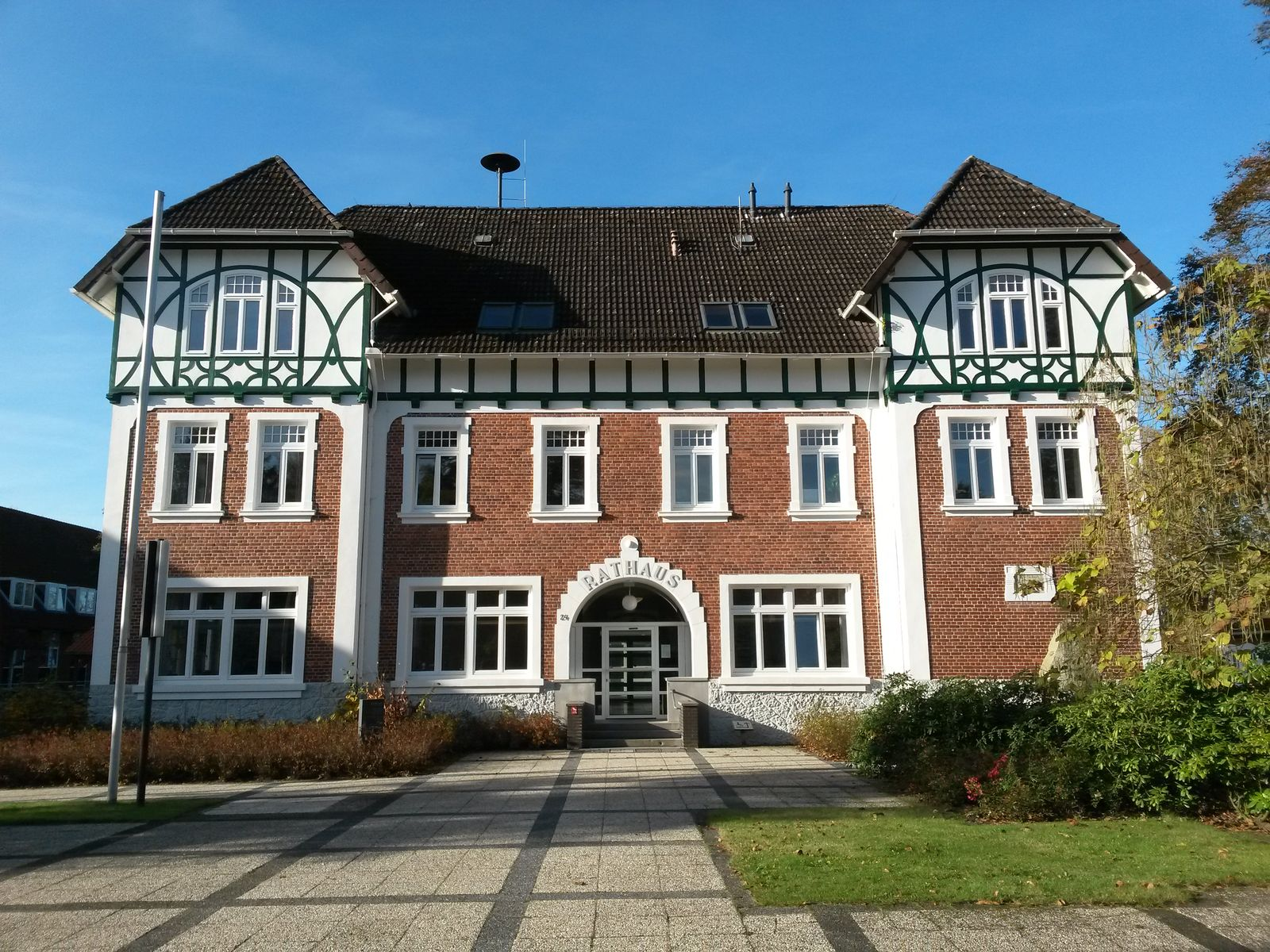
Rathaus

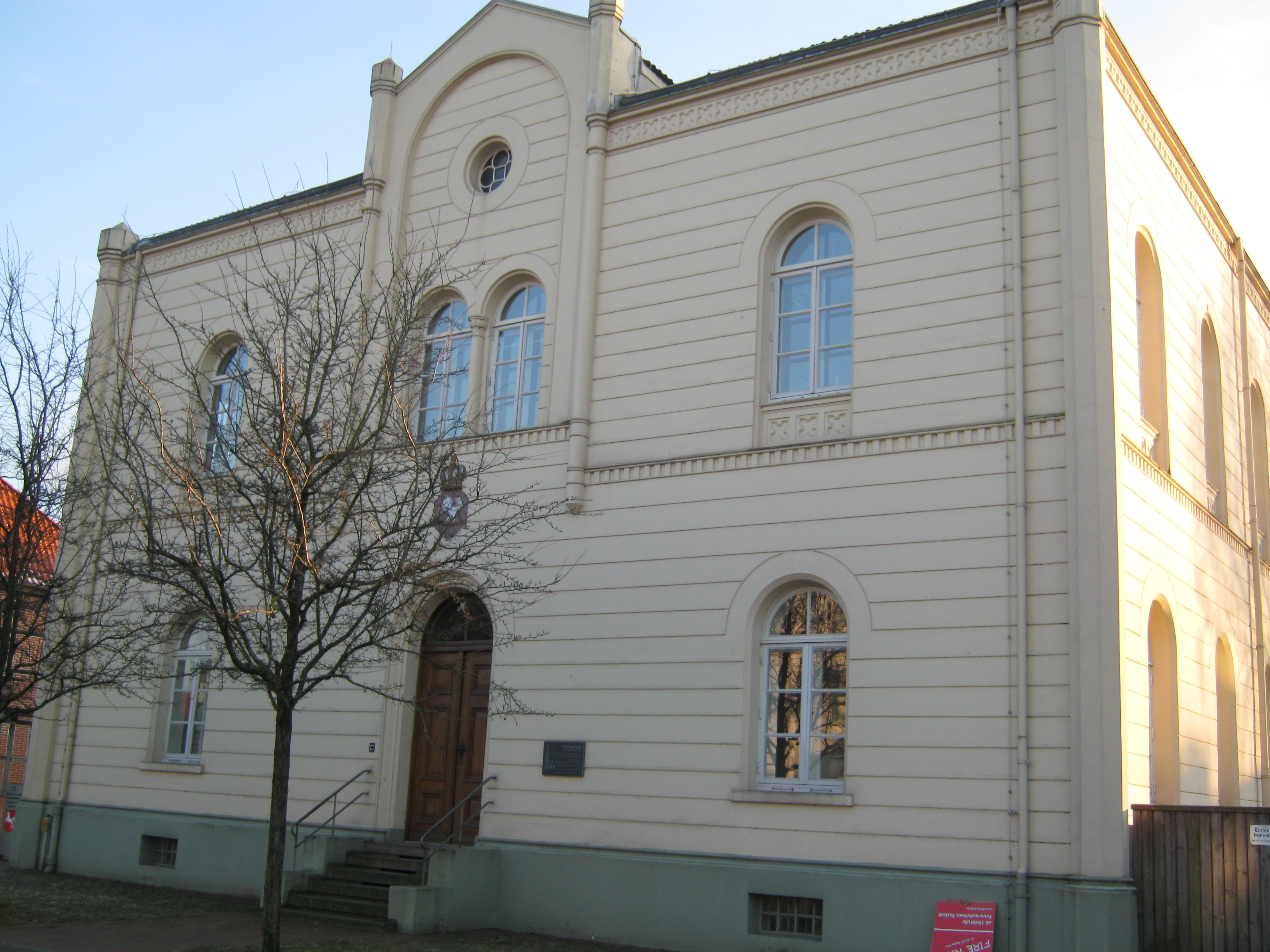
Amtsgericht

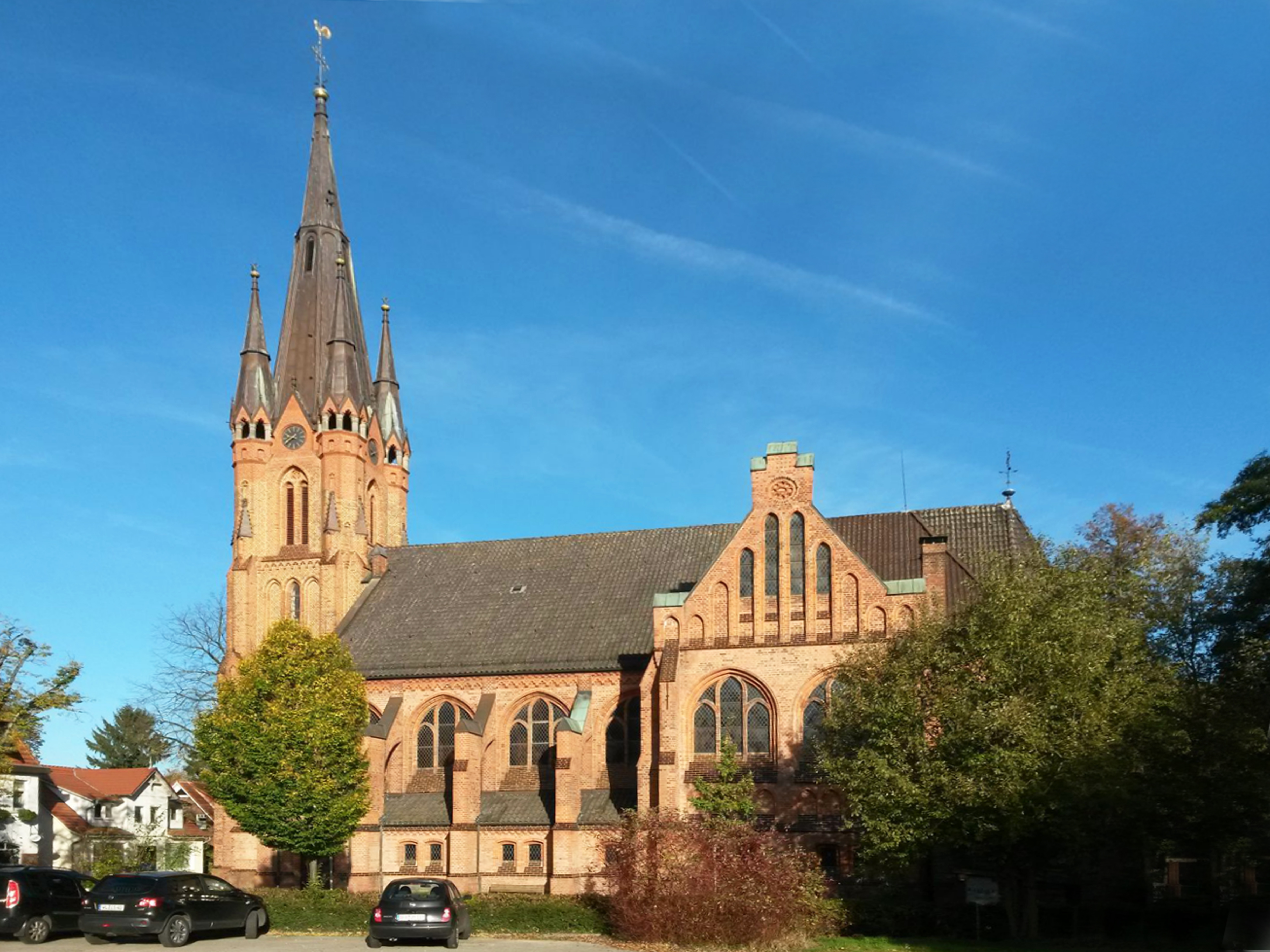
Johanneskirche

## Samtgemeindegliederung
1. Dohren
2. Handeloh
3. Heidenau
4. Kakenstorf
5. Königsmoor
6. Otter
7. Tostedt
8. Welle
9. Wistedt

### Einwohnerentwicklung
Die Einwohner der Samtgemeinde Tostedt verteilen sich auf folgende Mitgliedsgemeinden:
| Gemeinde                          | Einwohneranzahl 2004 | Einwohneranzahl 2011 | Einwohneranzahl 2022 |
| --------------------------------- | -------------------- | -------------------- | -------------------- |
| Samtgemeinde Tostedt              | 25.153               | 25.511               | 27.683               |
| Dohren                            | 939                  | 1.084                | 1277                 |
| Handeloh                          | 2.453                | 2.423                | 2582                 |
| Heidenau                          | 2.064                | 2.126                | 2.343                |
| Kakenstorf                        | 1.275                | 1.293                | 1.527                |
| Königsmoor                        | 629                  | 650                  | 607                  |
| Otter                             | 1.424                | 1.524                | 1.797                |
| Tostedt (inklusive Todtglüsingen) | 13.591               | 13.569               | 14.578               |
| Welle                             | 1.194                | 1.192                | 1.227                |
| Wistedt                           | 1.584                | 1.650                | 1.745                |

## Politik

### Samtgemeinderat
Der Samtgemeinderat Tostedt besteht aus 34 Ratsfrauen und Ratsherren. Dies ist die festgelegte Anzahl für eine Gemeinde mit einer Einwohnerzahl zwischen 20.001 und 25.000 Einwohnern. Die Ratsmitglieder werden durch eine Kommunalwahl für jeweils fünf Jahre gewählt. Neben den 34 in der Samtgemeindewahl gewählten Mitgliedern ist außerdem der hauptamtliche Samtgemeindebürgermeister im Rat stimmberechtigt.
Seit der letzten Kommunalwahl am 12. September 2021 hat der Samtgemeinderat folgende Sitzverteilung:
| Samtgemeinderat 2021Insgesamt 34 Sitze - Linke: 1 - SPD: 5 - Grüne: 7 - WGT: 2 - WiT: 1 - Zus.: 4 - WGW: 1 - FDP: 2 - CDU: 10 - LKR: 1 | Samtgemeindewahl 2021Wahlbeteiligung: 59,9 % (+2,7 %p) %403020100 30,6 % (−5,5 %p)15,0 % (−6,4 %p)20,1 % (+1,5 %p)4,7 % (−8,1 %p)6,0 % (+2,3 %p)2,1 % (−1,3 %p)2,0 % (−0,6 %p)2,6 % (+1,1 %p)12,4 % (n. k. %p)2,8 % (n. k. %p)1,6 % (n. k. %p) CDUSPDGrüneWGTdFDPUnabh.fWGWgLinkeZus.iWiTjLKR20162021Anmerkungen:d Wählergemeinschaft Tostedtf Einzelbewerber Allwardt (1,4 %), Thielsen (0,5 %), Uhlig (0,2 %)g Wählergemeinschaft Wistedti ZUSAMMENj Wir in Tostedt |

| Wahljahr | CDU | Grüne | SPD | Zus. | FDP | WGT | WiT | Linke | WGW | LKR | Einzel | Gesamt   |
| 2021     | 10 | 7     | 5   | 4    | 2   | 2   | 1   | 1     | 1   | 1   | 0/0/0  | 34 Sitze |
| 2016     | 12 | 6     | 7   | -    | 1   | 4   | -   | 1     | 1   | -   | 1/1    | 34 Sitze |
|          | _________________________________ Zus.: ZUSAMMEN; WGT: Wählergemeinschaft Tostedt; WiT: Wir in Tostedt; WGW: Wählergemeinschaft Wistedt Einzel 2016: Allwardt (1), Thielsen (1) |       |     |      |     |     |     |       |     |     |        |          |

### Samtgemeindebürgermeister
- Otto Schäfer (15. April 1971 bis 14. November 1972)
- Kurt Bellmann (14. November 1972 bis 14. Januar 1988)
- Günter Weiß (14. Januar 1988 bis 31. Dezember 1998)
- Heinz Oelkers (1. Januar 1999 bis 31. Oktober 2006)
- Dirk Bostelmann (1. November 2006 bis 31. Oktober 2014)
- Peter Dörsam (seit 1. November 2014)[6]

### Wappen
Blasonierung: „In Silber ein grünes Herzschild, darin schräg gekreuzt ein silbernes Schwert mit goldenem Knauf durchkreuzt von einer silbernen Axt mit goldenem Stiel, beseitet von acht grünen Eichenblättern.“
Bedeutung: Die Anzahl der Eichenblätter weist auf die acht Mitgliedsgemeinden der Samtgemeinde Tostedt hin.
Das Herzschild stellt die Ortschaft Tostedt dar.
Das Schwert deutet darauf hin, dass Tostedt bereits um 1625 Sitz der Gerichtsbarkeit war, während die Axt den Holzeinschlag symbolisiert.
Figuren und Farben sind dem Tostedter Ortswappen entnommen, da die Gemeinde Tostedt der neuen Samtgemeinde den Namen gibt.